# Centrophantes
Centrophantes este un gen de păianjeni din familia Linyphiidae.
Cladograma conform Catalogue of Life:
| Centrophantes | \| \| Centrophantes crosbyi \| \| \| \| \| \| Centrophantes roeweri \| \| \| \| |
|               | \| \| Centrophantes crosbyi \| \| \| \| \| \| Centrophantes roeweri \| \| \| \| |
|               | Centrophantes crosbyi                                                           |
|               |                                                                                 |
|               | Centrophantes roeweri                                                           |
|               |                                                                                 |